# Matthias Zurbriggen

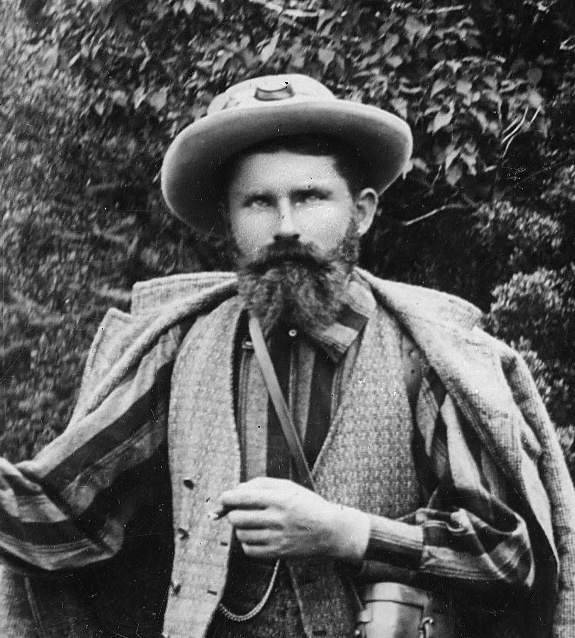
Matthias Zurbriggen (1895)

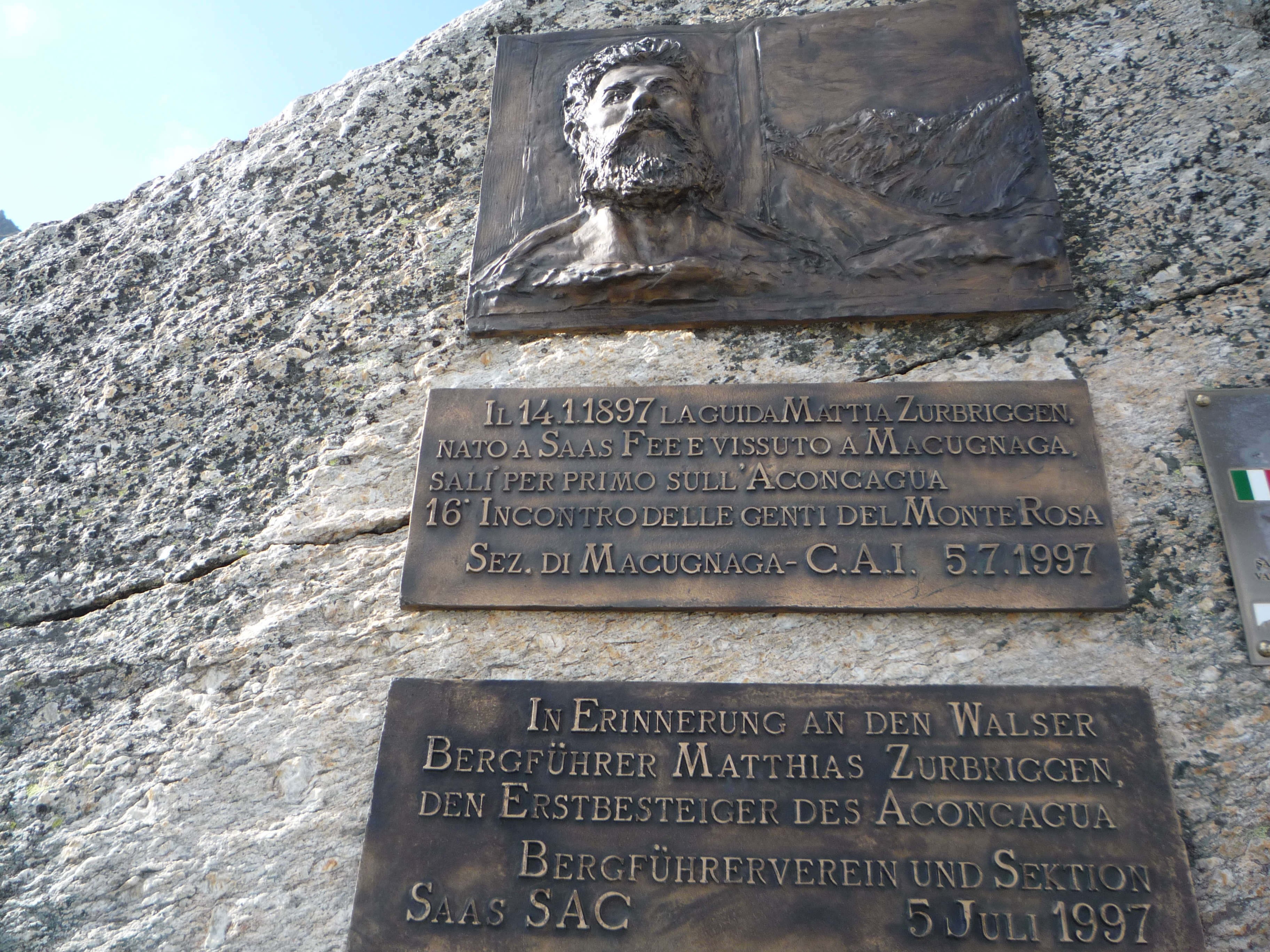
Gedenktafeln für Zurbriggen am Monte-Moro-Pass

Matthias Zurbriggen (* 15. Mai 1856 in Saas-Fee; † 21. Juni 1917 in Genf) war ein schweizerisch-italienischer Bergsteiger und Bergführer.
Matthias Zurbriggen wurde in Saas-Fee geboren, wanderte mit seiner Familie jedoch schon als Kind über den Monte-Moro-Pass ins benachbarte italienische Piemont aus. Anschließend lebte die Familie im Walserdorf Macugnaga. Im Alter von dreizehn Jahren verließ er das Dorf und war als Hilfsarbeiter in mehreren Ländern tätig, bevor er in seine Walserheimat zurückkehrte. Beim Bau der Marinellihütte in der Ostwand des Monte Rosa erlangte er seine Bergsteigerqualitäten. Dort war er länger als Bergführer aktiv, bis 1892 William Martin Conway auf ihn aufmerksam wurde.
Gemeinsam erforschten Conway und Zurbriggen während eines ganzen Jahres Gletscher und Gipfel im Karakorum und stellten an einem Nebengipfel des Baltoro Kangri mit 6890 Meter einen Höhenrekord auf. Danach war Zurbriggen alleine in Indien und Australien unterwegs. Am 14. Januar 1897 gelang ihm die Erstbesteigung des 6958 m hohen Aconcagua in den Anden in Argentinien als Expeditionsleiter. Kurze Zeit darauf stand er mit Stuart Vines am Tupungato.
Später reiste Zurbriggen in den Tian Shan und unternahm 1902 eine weitere Himalayaexpedition. Im Jahr 1906 war er wieder am Monte Rosa unterwegs, danach endete seine Tätigkeit als Bergsteiger. Er stürzte sozial ab und wurde zum Landstreicher; am 21. Juni 1917 wurde er erhängt in Genf gefunden.